# European Hot 100 Singles
European Hot 100 Singles — список самых популярных в некоторых странах Европы песен («Горячая сотня Европы», «Еврочарт»), который составляют журналы Billboard и Music & Media с марта 1984 года (в 1976—1983 — «Europarade»). Хит-парад основан на национальных чартах продаж синглов в 15 странах Европы: Австрия, Бельгия (отдельно Фландрия и Валлония), Великобритания, Венгрия, Германия, Дания, Ирландия, Испания, Италия, Нидерланды, Норвегия, Финляндия, Франция, Швеция, Швейцария.
Чарт European Hot 100 за всю его историю возглавляли ровно 400 хитов № 1, после чего он был закрыт. В середине декабря 2010 года журнал Billboard прекратил его публикацию, а также закрыл своё представительство в Лондоне.

## История
Первый объединённый Еврочарт назывался «Europarade», и стартовал в начале 1976 года на TROS Radio в Нидерландах. Он учитывал данные только по 6 странам Западной Европы (Бельгия, Великобритания, Германия, Испания, Нидерланды, Франция). Дания и Италия были добавлены в 1979, Австрия и Швейцария в 1980, Ирландия (11-я страна) — в 1983 году.
В марте 1984 года, Music & Media в Амстердаме начали свой собственный Еврочарт, «The Eurochart Hot 100», который они публиковали как Euro Tip в первые два года. В 1986-87 официальный Еврочарт также появлялся в виде телешоу Music Box с голландским ведущим Erik de Zwart.
С января 1986 года Еврочарт публикуется в журнале Billboard, а в 1982—1986 чарт «Europarade» также публиковался в журнале Music Week и в голландском журнале Hitkrant.
Еврочарт просуществовал до конца 2010 года, после чего в готовившем его журнале Billboard остался единственный обзор хитов Европы: List of Euro Digital Songs. Последний выпуск European Hot 100 Singles датируется 11 декабря, а затем журнал Billboard прекратил его публикацию как на своём сайте, так и в бумажном варианте, а также закрыл своё европейское представительство в Лондоне.

## Рекорды

### По числу № 1 хитов
- Madonna (15)
- ABBA (13)
- Michael Jackson (10)
- Eminem (8)
- Boney M. (6)
- Britney Spears (6)
- Justin Timberlake (6)
- Black Eyed Peas (5)
- Elton John (5)
- Whitney Houston (5)

### По числу недель на № 1
- 18 недель

«(Everything I Do) I Do It for You» — Брайан Адамс (1991)
- 17 недель

«My Heart Will Go On» — Селин Дион (1998)
«The Ketchup Song (Asereje)» — Las Ketchup (2002)
- 16 недель

«Can't Get You Out of My Head» — Кайли Миноуг (2001)
«Poker Face» — Леди Гага (2009), не подряд
- 15 недель

«Lambada» — Kaoma (1989)
«Rhythm Is a Dancer» — Snap! (1992), не подряд
«Without Me» — Эминем (2002)
«Hips Don't Lie» — Шакира featuring Wyclef Jean (2006), не подряд
«Apologize» — Timbaland featuring OneRepublic (2007), не подряд
- 14 недель

«I Just Called to Say I Love You» — Стиви Уандер (1984)
«Gangsta’s Paradise» — Coolio featuring L.V. (1995), не подряд
«Believe» — Cher (1999)
- 13 недель

«Rivers of Babylon»/«Brown Girl in the Ring» — Boney M. (1978)
«I Will Always Love You» — Уитни Хьюстон (1993)
«No Limit» — 2 Unlimited (1993)
«Love Is All Around» — Wet Wet Wet (1994)
«Children» — Robert Miles (1996)
«Whenever, Wherever» — Шакира (2002)
«Shut Up» — Black Eyed Peas (2003)